# Localidad

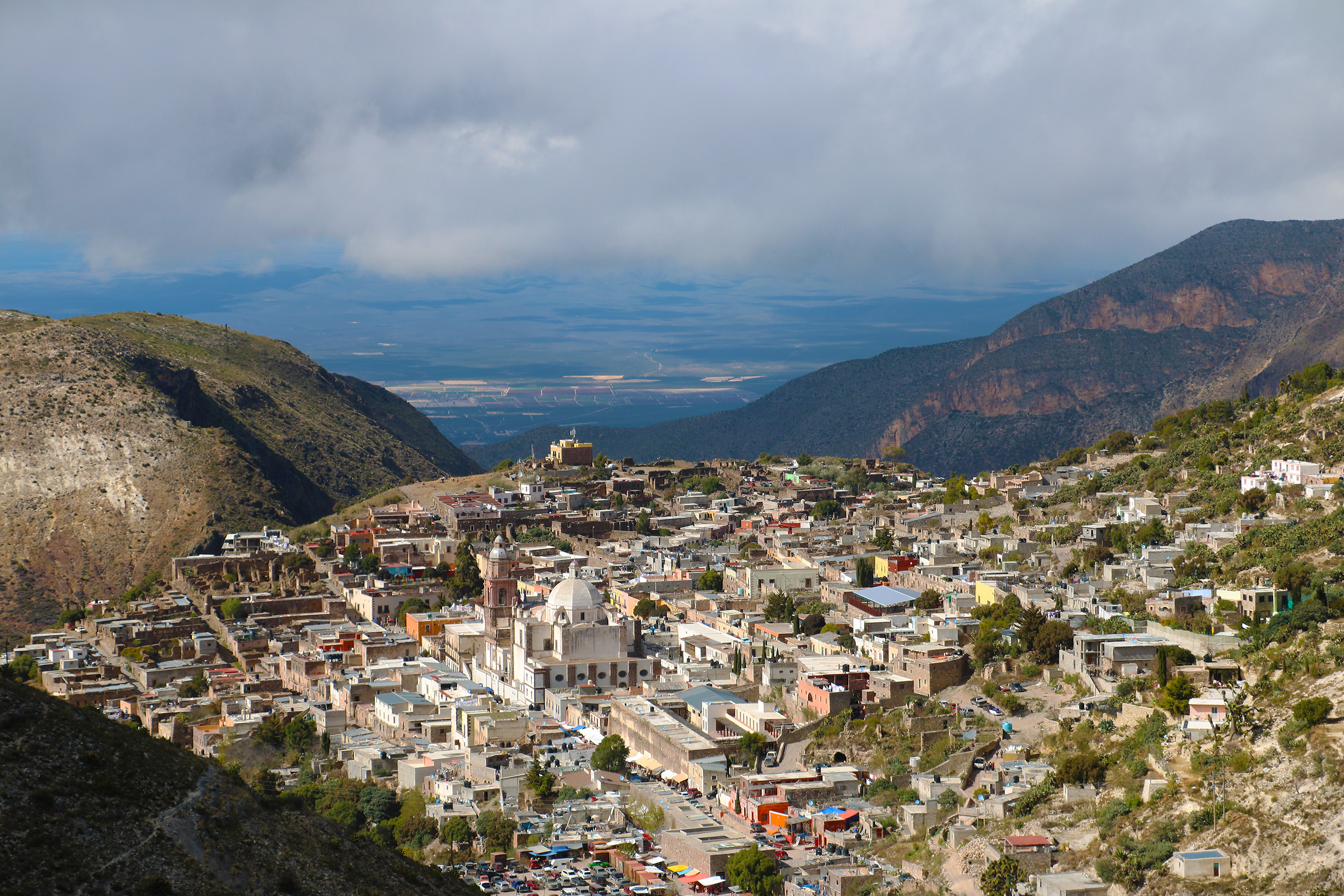
Foto aérea de la localidad de Real de Catorce, San Luis Potosí (México)

Localidad es una división territorial o administrativa genérica para cualquier núcleo de población, con identidad propia. Puede ser tanto un núcleo de gran tamaño y muy poblado (departamento o provincia) o núcleo pequeño tamaño y pocos habitantes (aldea, pueblo). También existen localidades despobladas.
La definición de localidad varía según los países, en algunos de ellos la unión de varias localidades forma una entidad política o jurisdiccional como, por ejemplo, un municipio. También es posible que tal entidad política se forme con una única localidad. Una u otra cosa suelen estar determinadas por factores geográficos (como el grado de poblamiento concentrado o poblamiento disperso que exista sobre el espacio geográfico, a su vez influido por factores físicos y humanos), factores históricos (por ejemplo, en España, la forma en que se produjo la repoblación en la Edad Media) o factores políticos.
Una localidad definida como una porción de la superficie de la tierra caracterizada por la forma, cantidad, tamaño y proximidad entre sí de ciertos objetos físicos artificiales fijos (edificios) y por ciertas modificaciones artificiales del suelo (por ejemplo caminos, carreteras y calles), necesarias para conectar aquellos entre sí, suele ser la base de unidades censales.

## En Argentina
En Argentina el Instituto Nacional de Estadística y Censos define a una localidad con un criterio físico, oponiéndola a las áreas rurales. En ese sentido, toda concentración espacial de edificios conectados entre sí por calles que sea fácilmente identificable en fotografías aéreas o satelitales o cartas topográficas, es considerada una localidad. La localidad mínima está conformada por un mosaico de 4 manzanas edificadas. Las discontinuidades menores en la edificación , tales como tierras intersticiales no edificadas, corrientes estrechas de agua y espacios verdes, no afectan la definición. La separación máxima entre mosaicos es de 1000 m y con manzanas separadas, de 500 m Esta definición fue aplicada implícitamente en todos los censos y fue explicitada en 1991.
Las localidades suelen crecer y unirse a otras. Cuando estas uniones se dan entre localidades de una misma unidad de gobierno local (como municipios, comunas, etc.) el aglomerado resultante es considerado una localidad simple. Cuando las uniones forman una localidad física que es atravesada por límites provinciales, departamentales (conocidos como partidos en la provincia de Buenos Aires, y como comunas en la ciudad de Buenos Aires), o de áreas de gobierno local, se reserva para ellas el nombre de aglomerados, y a sus partes divisibles se las llama componentes del aglomerado. Cada aglomerado es nombrado por la unión de sus componentes separados por guiones, por ej.: Gualeguaychú-Pueblo General Belgrano, pero para la mayoría de los que superan los 100 000 habitantes se antepone la palabra «gran» a su componente principal: por ej. Gran Mendoza.

## En México
En documentos emitidos por el gobierno federal o por los gobiernos locales de los estados de la república mexicana (por ejemplo, actas de nacimiento del Registro Civil), el término localidad puede ser sinónimo de ciudad, de colonia, de delegación o de municipio, pero en realidad el control lo lleva INEGI con su lista de localidades.